# Rainmaker
«Rainmaker» es una canción y sencillo de la banda inglesa Iron Maiden, que fue incluida en el álbum Dance of Death (2003), y fue el segundo sencillo después de «Wildest Dreams». El video ganó un premio por mejor montaje y un premio por mejor video con música original. El solo de guitarra de la canción es interpretado por Dave Murray.

## Listas de canciones
CD
1. «Rainmaker»[2] (Dave Murray, Steve Harris, Bruce Dickinson) – 3:48
2. «Dance of Death» (versión orquesta) (Janick Gers, Harris) – 8:36
3. «More Tea Vicar» – 4:40

Versión CD Japonesa
1. «Rainmaker» (Dave Murray, Steve Harris, Bruce Dickinson) – 3:48
2. «Dance of Death» (versión orquesta) (Janick Gers, Harris) – 8:36
3. «More Tea Vicar» – 4:40
4. «The Wicker Man» (En directo Brixton Academy, 2002) - 4:38
5. «Children of the Damned» (En directo Brixton Academy, 2002) - 5:02

CD Extras
1. «Rainmaker» (Video) - 3:50
2. «Wildest Dreams» (Video) - 3:39

DVD
1. «Rainmaker» (video) (Dave Murray, Steve Harris, Bruce Dickinson) – 3:48
2. «The Wicker Man» (en directo) (Smith, Harris, Dickinson)
3. «Children of the Damned» (en directo) (Harris)
4. «Rainmaker» Video – The Making of

7" Vinilo
1. «Rainmaker»
2. «Dance of Death» (versión orquesta)

## Miembros
- Steve Harris - bajista
- Bruce Dickinson - vocalista
- Dave Murray - guitarrista
- Adrian Smith - guitarrista
- Janick Gers - guitarrista
- Nicko McBrain - baterista